# Dysplazja Mondiniego
Dysplazja Mondiniego – wada wrodzona ucha wewnętrznego polegająca na malformacji błędnika kostnego i błoniastego.

## Anatomia patologiczna
Cechami charakterystycznymi dysplazji Mondiniego są:
- częściowo wykształcony ślimak
  - zmniejszony skręt ślimaka wynoszący 1½ skrętu[1] (norma: 2½ - 2¾ skrętu)
  - brak błon oddzielających poszczególne części (schody) w ślimaku lub też niepełny ich rozwój
- poszerzony wodociąg przedsionka i worek śródchłonki. Niekiedy może występować jedynie izolowane poszerzenie wodociągu przedsionka[2]
- deformacje kanałów półkolistych

Powyższy obraz jest skutkiem zatrzymania rozwoju błędnika pomiędzy 45 a 70 dniem od zapłodnienia. 
Oprócz typowego obrazu dysplazji Modiniego wyróżnia się także postać pseudo-Mondini (ang. Mondini-like dysplasia), którą charakteryzują:
- fragmentaryczny i prymitywny błędnik błoniasty
  - poszerzone kanały półkoliste (głównie kanał półkolisty boczny)
  - nieprawidłowy skręt ślimaka - nieprawidłowo zwinięty ślimak (mniej niż w typowej postaci dysplazji)

Postać ta wynika  zatrzymania rozwoju błędnika pomiędzy 27 a 47 dniem od zapłodnienia

## Objawy
Objawy kliniczne wynikają z zaburzeń funkcji błędnika. Należą do nich:
- niedosłuch typu odbiorczego lub głuchota
- zaburzenia przedsionkowe: zawroty głowy

Z powodu nieprawidłowej budowy błędnika kostnego w malformacjach Mondiniego może występować płynotok uszny, który skutkuje nawracającym bakteryjnym zapaleniem opon mózgowo-rdzeniowych. Dodatkowo dysplazja może powodować powstanie przetoki perylimfatycznej.
Może ona towarzyszyć zespołowi Pendreda, zespołowi CHARGE oraz mutacjami związanymi z malformacjami dłoni i stóp typu ektrodaktylii.
Malformacje po raz pierwszy opisał włoskiego anatom i lekarz Carlo Mondini w 1791 roku.